# 池上院 (調布市)
池上院（ちじょういん）は、東京都調布市にある天台宗の寺院。

## 歴史
創建年代は不明である。ただ1841年（天保12年）の深大寺の分限帳に、支院の一つとして当院の名が残されていることから、この頃までには既に存在していたものと推測される。
当院には六地蔵塔が残されており、「嘉永四年（1851年）」の造立年が記されている。また、近くの虎狛神社の側にあった道標も移されている。

## 交通アクセス
- 路線バス中央道深大寺バス停下停留所より徒歩7分。